# 滴定投与

治療量（緑）と副作用の用量反応曲線（赤）。典型的な開始用量と徐々に増加する滴定用量（矢印）。

滴定投与（てきていとうよ 英: Drug titration）とは、副作用を伴わずに最大の効果が得られるように薬剤の量を調整することである。日本語・英語ともに単に滴定、タイトレーション（titration）と記載される事もある。

## 概要
薬物の治療指数が小さい場合、薬物が有効である用量と副作用が発生する用量との間の範囲が小さいため、滴定投与が特に重要である。 一般に滴定投与が必要な薬物の種類の例としては、インスリン、抗痙攣薬、抗凝固薬、抗うつ薬、鎮静剤などがある。
医学における、鎮静、麻酔などの領域ではこの用語がよく用いられる。「歯科臨床における静脈内鎮静法ガイドライン」では、滴定投与の説明として、「静脈内鎮静法を実施する際には、いずれの薬物であっても患者の状態を観察しながら少量ずつ投与して適切な鎮静状態へと導くこと」と記載されている。
状況によっては、薬物を突然中止するのではなく、漸減させることが推奨される。グルココルチコイドは、副腎機能不全を避けるために、長期使用後は漸減すべきである。
滴定投与は、臨床試験の第I相試験でも用いられる。試験薬は、被験者が副作用に耐えられなくなるまで投与量を増やして投与される。  適切な投与量を見出す臨床試験は、用量設定試験と呼ばれる。

## オピオイドの用量調整
以下の記事では、低用量から始めてその患者の疼痛を抑えられるだけの分量まで増やすという、疼痛の管理について主に記述する。調整には、徐放製剤と速放製剤の適度な処方が求められ、効果のあるなしや眠気などの副作用の現れ方を基準として、量を調整する。レスキューを用いることもある。
オピオイドは低用量から始め、除痛効果と副作用を観察しつつ、鎮痛に必要とされるだけの用量が決まるまで、段階的に速やかに増量し、最適用量を決める。そのため、患者がどの程度で痛みが治まるかまで、少しずつ増量して行かなければならない。また投与は、一定の時間を空け、規則正しく使用すべきである。その後は、前回に投与した薬の効果が切れる前に、新たに投与を行うことで、痛みを継続的に抑える必要がある。オピオイドの増量は1日単位で、前回投与量の30パーセントから50パーセント（または25パーセントから50パーセント の分量、あるいは、レスキューの総投与量に相当する量を目安とする。強い眠気があったり、呼吸抑制の症状が現れたりした場合は過剰投与が原因と考えられる。このような時は減量を行う。オピオイドは突然中止すると、患者に退薬症状が出やすくなり、危険であるので注意を要する。徐放製剤は含まれるオピオイド量が決まっているため，初回治療では速放製剤を用いて微調整し，投与量の適正値を探し出す必要がある。
がん疼痛治療においてタイトレーションは最優先の課題であり、時間をあまりかけずに、痛みを完全に抑制できる用量にたどり着くようにしなければならない。鎮痛薬の選択は原則として、WHO方式がん疼痛治療法による効力の順に行う。オピオイドを使用する場合、タイトレーションは非常に重要であるが，実際には，タイトレーションをきちんと行わず，投与量が過剰または不足しがちで，適切な効果が見られない例も多いといわれる。専門医の意見では、過剰投与によって呼吸抑制が出やすくなるのを恐れ、患者に必要とされるタイトレーションや、突発痛へのレスキューの投与が不十分なのが原因とされる。オピオイドの過剰投与が呼吸抑制を招きやすくなるのは事実だが、低用量からオピオイドを投与して行けばその心配はない。また、タイトレーションでは速放製剤の使用が奨励される。

## フェンタニルパッチの使用について

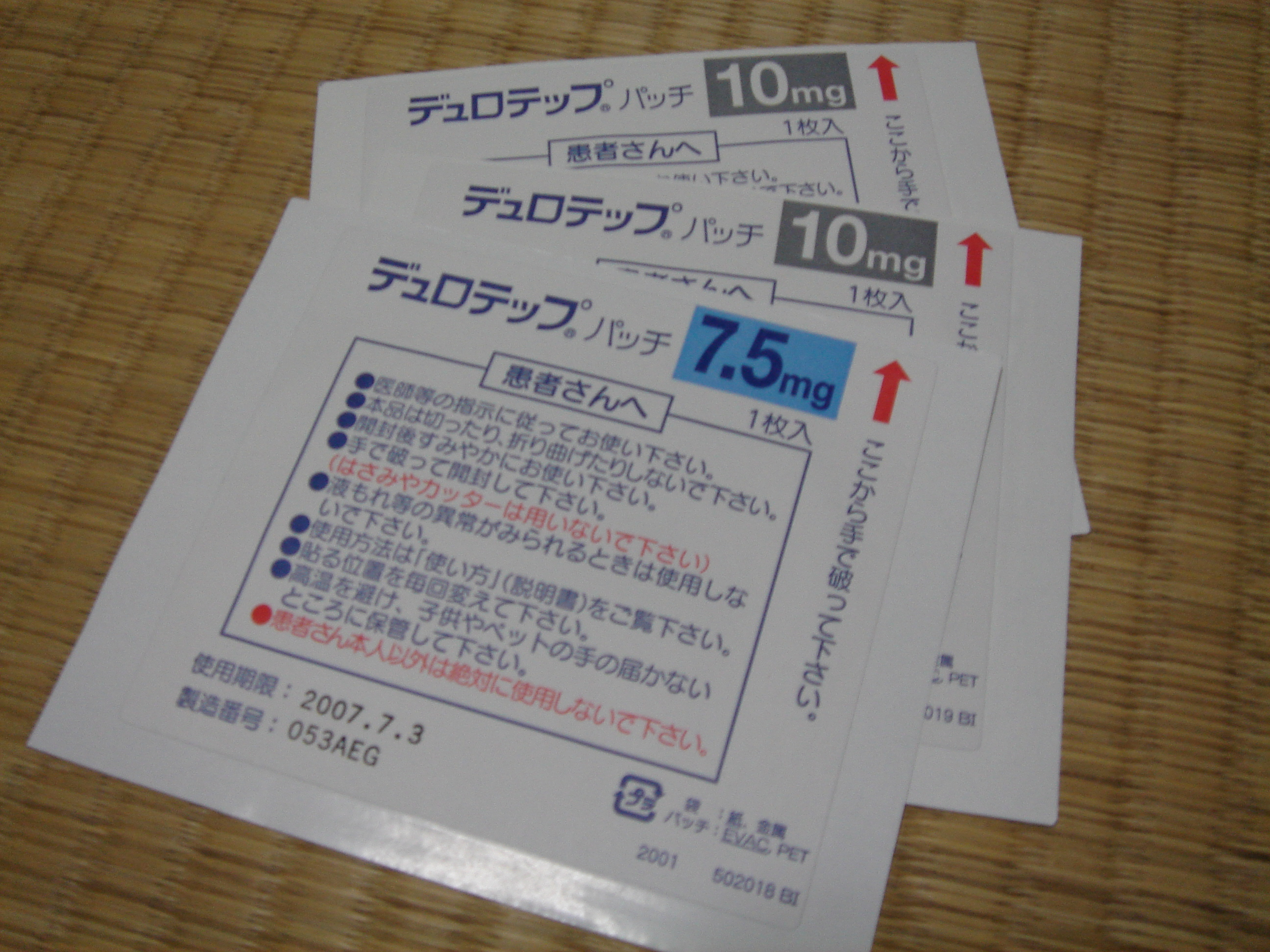
デュブロップパッチ

タイトレーションの設定でフェンタニルパッチ（デュブロップパッチ）を用いるのは難しい。フェンタニルパッチは3日に1回貼り替えることになっているため、用量の細かい調整が難しいからである。そのため、フェンタニルパッチを使う際には，モルヒネやオキシコドンなどのオピオイドでタイトレーションを行って投与量を定め，突然出現する痛みへのレスキュー投与などを行ったしかる後に、それらのオピオイドの投与量に相当するだけの、フェンタニルパッチの投与量を定めてから貼付することになる。フェンタニルで速やかに痛みを取り除くには、点滴静脈注射でタイトレーションを行うことが可能である。フェンタニルパッチは、低用量製剤であっても効果発現には12時間必要である。また、最も低用量の場合でも、モルヒネに換算すると、1日約30ミリグラムに相当する量なので，30ミリグラムよりも低い投与量で痛みが治まる場合には、フェンタニルパッチの使用は過剰投与になる可能性もある。従って、最初からフェンタニルパッチを投与することは適切とは言えない。がん疼痛治療の基本原則は，患者の痛みの強さや症状に対して綿密にアセスメントを行い、オピオイド速放製剤を少量ずつ投与することから開始し，鎮痛効果と副作用を見極めたうえで，患者に必要な投与量を設定することにある。フェンタニルパッチの場合は低用量であっても、この原則には当てはまらない。また痛みがなく、かつ眠気がある場合には30パーセントないし50パーセントの減量、逆に痛みがあって眠気がない場合には同率での増量を行う。不快な眠気がある場合にはオピオイドローテーションを行い、レスキューが有効な場合にはオピオイドを増量する。逆にレスキューが無効な場合には鎮痛補助薬を使う。